# Среднерусская возвышенность
Среднеру́сская возвы́шенность — возвышенность, расположенная в пределах Восточно-Европейской равнины от широтного отрезка долины реки Оки на севере до Донецкого кряжа на юге. На северо-западе к Среднерусской возвышенности примыкает Смоленско-Московская возвышенность. На западе ограничена Полесской, на юго-западе — Приднепровской низменностью, а на востоке — Окско-Донской равниной (Тамбовская равнина). Длина — около 1000 км, ширина — до 500 км, высота 200—253 м (наибольшая — 293 м); юго-восточная часть называется Калачской возвышенностью.

## Рельеф, геология
Докембрийский кристаллический фундамент наиболее приподнят в средней части возвышенности и выходит на поверхность в долине реки Дон, между городами Павловском и Богучаром. На севере сложена известняками девона и карбона, перекрытыми песчано-глинистыми отложениями юры и нижнего мела, на юге — мелом и мергелем верхнего мела с покровом палеогеновых песков, глин, песчаников. На поверхности повсеместно распространены лёссовидные суглинки, лёссы.
Полезные ископаемые: железные руды Курской магнитной аномалии (наиболее значительное Михайловское месторождение), колоссальные запасы известняков и мела, бурый уголь Подмосковного угольного бассейна, промышленные запасы урановых руд. Выходы гранитов, месторождения цементного сырья и других строительных материалов.
Рельеф эрозионный — овражно-балочно-долинный, с густотой расчленения до 1,3—1,7 м на 1 км² и глубиной от 50 м до 100—150 м, местами развит карст.

## Гидрография
Среднерусская возвышенность является водоразделом между Каспийским, Чёрным и Азовским морями. С возвышенности стекают крупные реки — Ока (с притоками Зуша, Вытебеть, Упа, Жиздра и другими), Десна, Сейм, Псёл, Ворскла, Дон (с притоком Северский Донец).

## Растительность и животный мир
Среднерусская возвышенность располагается в подзоне широколиственных лесов лесной зоны, в лесостепи и степи; преобладающие почвы — мощные и выщелоченные чернозёмы, на севере — серые лесные, а на западе, кроме серых лесных — массивы подзолистых почв. Территория сильно распахана. На склонах с овражно-балочным расчленением произрастают дубовые, липовые и ясеневые леса.
На Среднерусской возвышенности расположены заповедники:
- Белогорье
- Брянский лес
- Воронежский
- Галичья Гора
- Калужские засеки
- Центрально-Чернозёмный

и национальные парки:
- Деснянско-Старогутский
- Орловское Полесье
- Угра

## История
Среднерусская возвышенность в северных своих частях и частично по западному и восточному склонам была покрыта ледником (см. Днепровское оледенение). На указанных территориях встречаются отложения ледникового происхождения в виде перемытой морены, мощность которой варьирует в пределах до 15 м. Типичные моренные отложения отмечены на правом берегу Оки между Алексином и Серпуховом. Чаще на Среднерусской возвышенности можно встретить полосы флювиогляциальных песков, вытянутых по речным долинам.
Значительная протяжённость территории с севера на юг и различия в её ландшафтной структуре позволяют выделить в ней Сумскую и Харьковскую возвышенную область.
На территорию Украины заходят лишь дальние юго-западные отроги Среднерусской возвышенности. В тектоническом отношении они приурочены к склону Воронежского массива. Здесь глубина погружения кристаллического фундамента составляет 300—500 метров. Отроги образуют холмистый расчленённый рельеф с обнажениями меловых пород.
Среднерусская возвышенность имеет характерные климатические условия, которые отличаются наибольшей континентальностью по сравнению с соседними областями Украины.

## Население
Численность населения возвышенности превышает 7 миллионов человек.
Доля сельских жителей составляет более 35 % населения территории.
Крупнейшие города: Харьков, Воронеж, Липецк, Тула, Курск, Брянск, Белгород, Калуга, Орёл, Сумы, Старый Оскол, Новомосковск, Елец, Железногорск.